# Ute Starke
Ute Starke (Eisleben, 14 gennaio 1939) è un'ex ginnasta tedesca.

## Palmarès

### Olimpiadi
- 1 medaglia[1]:
  - 1 bronzo (Città del Messico 1968 a squadre)

### Europei
- 2 medaglie[2]:
  - 1 oro (Lipsia 1961 nel volteggio)
  - 1 argento (Sofia 1965 nel volteggio)